# F-1 Spirit: The Way to Formula 1
F-1 Spirit: The Way to Formula 1 (japanisch F1スピリット) ist ein Rennspiel mit vertikalem Scrolling, das von Konami entwickelt und 1987 für MSX Heimcomputer veröffentlicht wurde. Der Spieler fährt sich durch verschiedene Rennklassen bis zur Formel 1 hoch.

## Handlung
Der Spieler beginnt als Rennfahreranfänger, fährt in niedrigeren Kategorien und steigt schließlich in die Formel 1 auf, wo es darum geht, die Meisterschaft zu gewinnen.

## Spielprinzip
Es gibt sechs Arten von Rennen: Stockcar-Rennen, Rallye, F3-Rennen, F3000-Rennen, Langstreckenrennen-Rennen und schließlich F1-Rennen (16 Strecken).
Zu Beginn kann der Spieler nur an den Stockcar-, Rallye- und F3-Rennen teilnehmen. Der Spieler erhält Punkte für erfolgreich absolvierte Rennen, neue Rennen können mit gesammelten Punkten freigeschaltet werden. Wenn der Spieler ein Rennen auf dem ersten Platz beendet, erhält er neun Punkte; für den zweiten Platz acht Punkte, und so weiter. Wenn der Spieler auf Platz 10 oder später ins Ziel kommt, erhält er keine Punkte.
Es gibt 16 verschiedene Strecken für F1-Autos. Je mehr Rennen der Spieler gewinnt, desto mehr Strecken kann er in der Kategorie der F1-Autos spielen. Das Spielende ist erreicht, wenn alle 16 F1-Strecken gewonnen wurden. Insgesamt hält das Spiel 21 unterschiedliche Strecken vor.
Vor Beginn jeden Rennens kann zwischen drei vorgefertigten oder einer selbsterstellten Konfigurationen des Fahrzeugs gewählt werden. Bei der eigenen Konfiguration kann zwischen verschiedene Motoren, Fahrgestelle, Federungen, Getriebe und Bremsen gewählt werden.
Während eines Rennens kann der Spieler mit anderen Autos zusammenstoßen sowie gegen Streckenbegrenzung und andere Hindernisse verunfallen. Hierbei enthält das Spiel ein Schadensmodell, so verringert sich zum Beispiel die Höchstgeschwindigkeit bei Beschädigung des Motors. Auf jeder Strecke gibt es eine Boxengasse, in der das Auto betankt und repariert werden kann.

## Technik
Das Spiel stellt die Rennen mittels 2D-Rastergrafik aus der Vogelperspektive dar. Die rechte Hälfte des Bildschirms nimmt die Anzeige für Fahrzeuggeschwindigkeit, Motordrehzahl, Abbild der Rennstrecke, Rennposition, Tankinhalt und Schadensanzeige ein.
Im Mehrspielermodus können zwei Spieler gleichzeitig mittels Split Screen ein Rennen austragen, wobei computergesteuerte Fahrzeuge fehlen.
Die Veröffentlichung erfolgte auf Steckmodul mit 1 Megabit ROM Speicher. Das Steckmodul verfügt über Konamis eigenen Soundchip namens SCC, der fünf Kanäle Wavetable-Sound bietet und damit den dreikanaligen Soundchip des MSX-Computersystems ergänzt.
F-1 Spirit war das erste Spiel, das mit SCC Soundchip entwickelt wurde, obwohl das erste Spiel, das mit SCC in Europa veröffentlicht wurde, Nemesis 2 war, das eigentlich nach F-1 Spirit entwickelt wurde.
Im Bild aufgeführte Elemente:
1. Gegnerisches Fahrzeug
2. Rennstrecke (Fahrbahn)
3. Leitplanke
4. Abbild der Rennstrecke
5. Anzahl der verbleibenden Runden

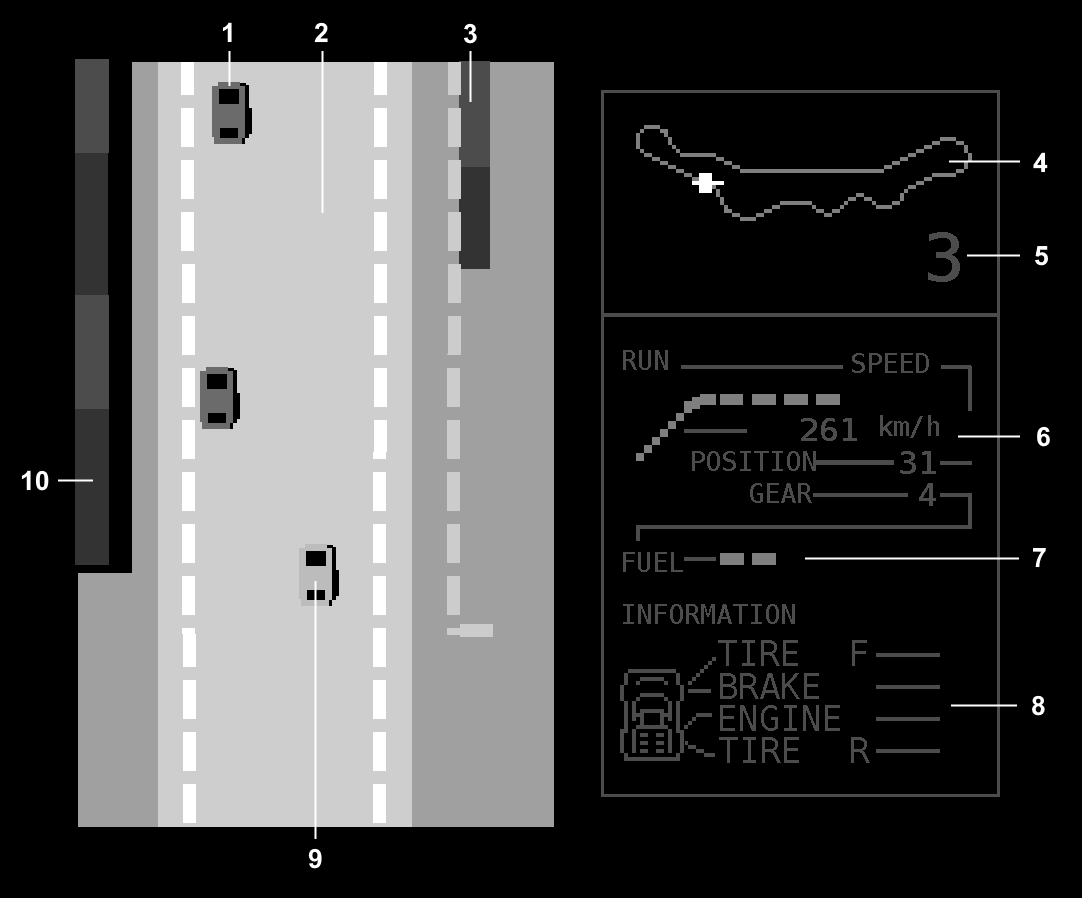
Szene (schematisch) aus dem Computerspiel F-1 Spirit: The Way to Formula 1

6. Motordrehzahl, Geschwindigkeit, Position im Rennen, Gang
7. Kraftstoffanzeige
8. Schäden am Fahrzeug
9. Bandenwerbung

## Entwicklungsdetails
F-1 Spirit erinnert stark an Road Fighter aus dem Jahr 1984, das ebenfalls von Konami für die Spielhalle veröffentlicht wurde. Im Gegensatz zum Vorgänger Road Fighter nutzt dieses Spiel in geringem Umfang auch horizontales Scrolling, um eine abwechslungsreichere Strecke zu schaffen.
Ein ähnliches Spiel, Chequered Flag, wurde 1988 ebenfalls von Konami für die Spielhalle veröffentlicht. Eine nicht lizenzierte Portierung für das Sega Master System wurde im selben Jahr von Zemina unter dem Namen F1 스피리트 veröffentlicht.

## Rezeption
Die Zeitschrift Aktueller Software Markt befand:

„F-1 Spirit gehört zweifelsohne zu den besten Vertretern der Gattung "Renn-Sport-Simulation"!“

Das Magazin MSX Info urteilte:

“Conclusie: Een prima spel voor alle freaks. Het is een erg uitgebreid spel met vele mogelijkheden. Een 8 stemmige geluidschip en nog vele extra's.”

„Schlussfolgerung: Ein tolles Spiel für alle Freaks. Es ist ein sehr umfangreiches Spiel mit vielen Möglichkeiten. Ein 8-stimmiger Soundchip und viele Extras.“